# Jeep Gladiator
Die erste Modellgeneration des Jeep Gladiator war ein großer Pritschenwagen auf Basis des Jeep SJ Wagoneer. Die spätere JT-Modellreihe basiert auf dem Jeep Wrangler JL.

## J-Modellreihe (1962–1988)
Der Gladiator wurde 1962 eingeführt und in folgenden Ausführungen angeboten:
- J 200 für Wagen mit kurzem Radstand bis 1965
- J 300 für Wagen mit langem Radstand bis 1965
- J 2000 für Wagen mit kurzem Radstand ab 1965
- J 3000 für Wagen mit langem Radstand ab 1965
- J 4000 für Wagen mit dem Radstand 3327 mm

Den Gladiator gab es mit Hinterradantrieb oder Allradantrieb, mit Starrachse vorne oder einzeln aufgehängten Vorderrädern, auf Wunsch auch mit Zwillingsbereifung hinten. Es gab ihn als Fahrgestell mit Führerhaus ohne Aufbau, Abschleppwagen, Pritschenwagen und mit Camper-Aufbau. Die verfügbaren Variationen der Pritsche waren: Townside, Thriftside und Pritschenaufbau.
1971 wurde der Name Gladiator aufgegeben. Danach hieß der Wagen Jeep Pick-up mit den Modellen J 2000 und J 4000 bis 1973, bzw. J10 und J 20 von 1974 bis 1988. Die Militärversionen hießen M-715 und M-725.

Der Jeep Honcho war kein eigenes Modell, sondern nur ein Vermarktungsname für ein besonderes Ausstattungspaket.

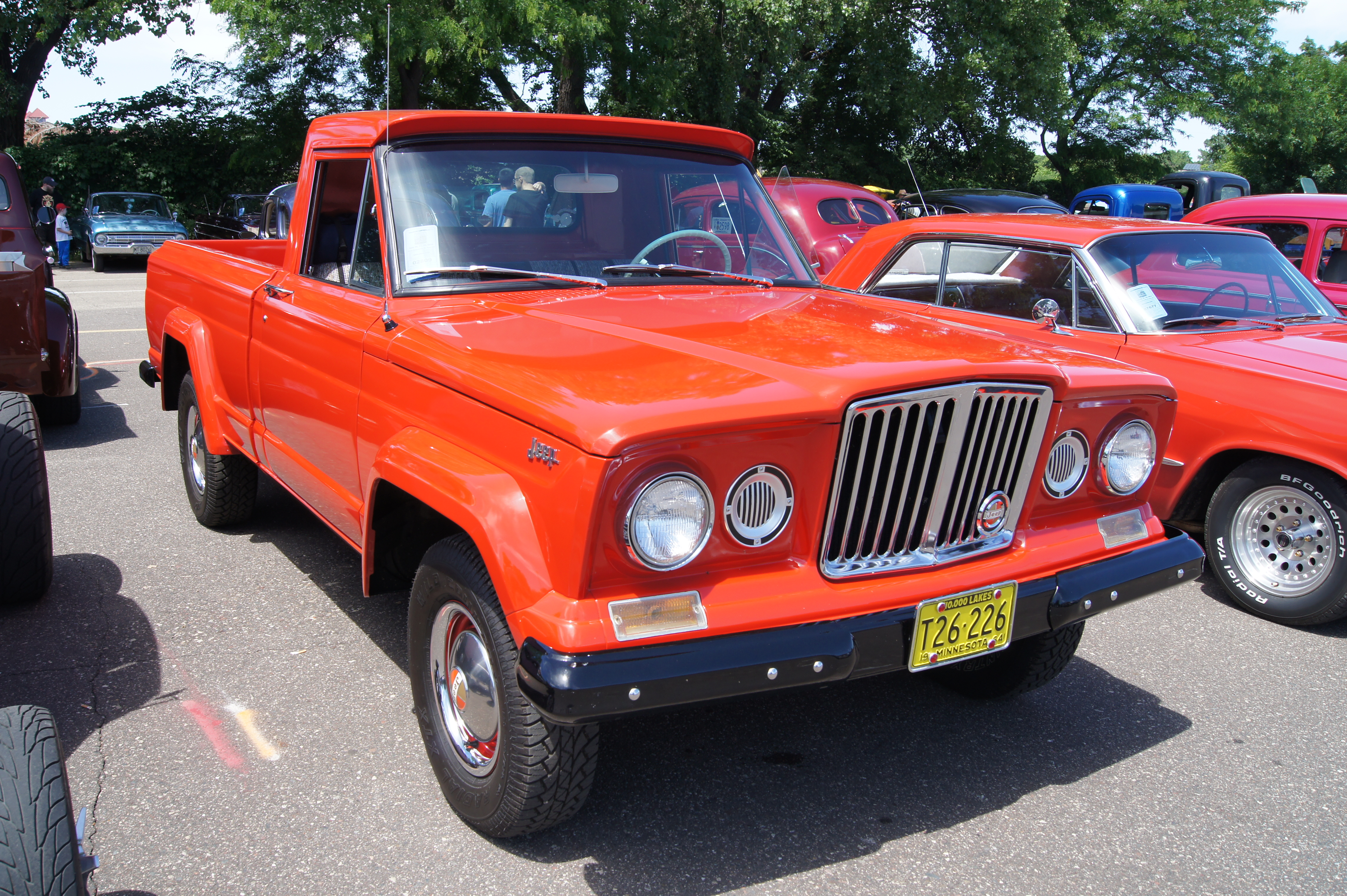
1964
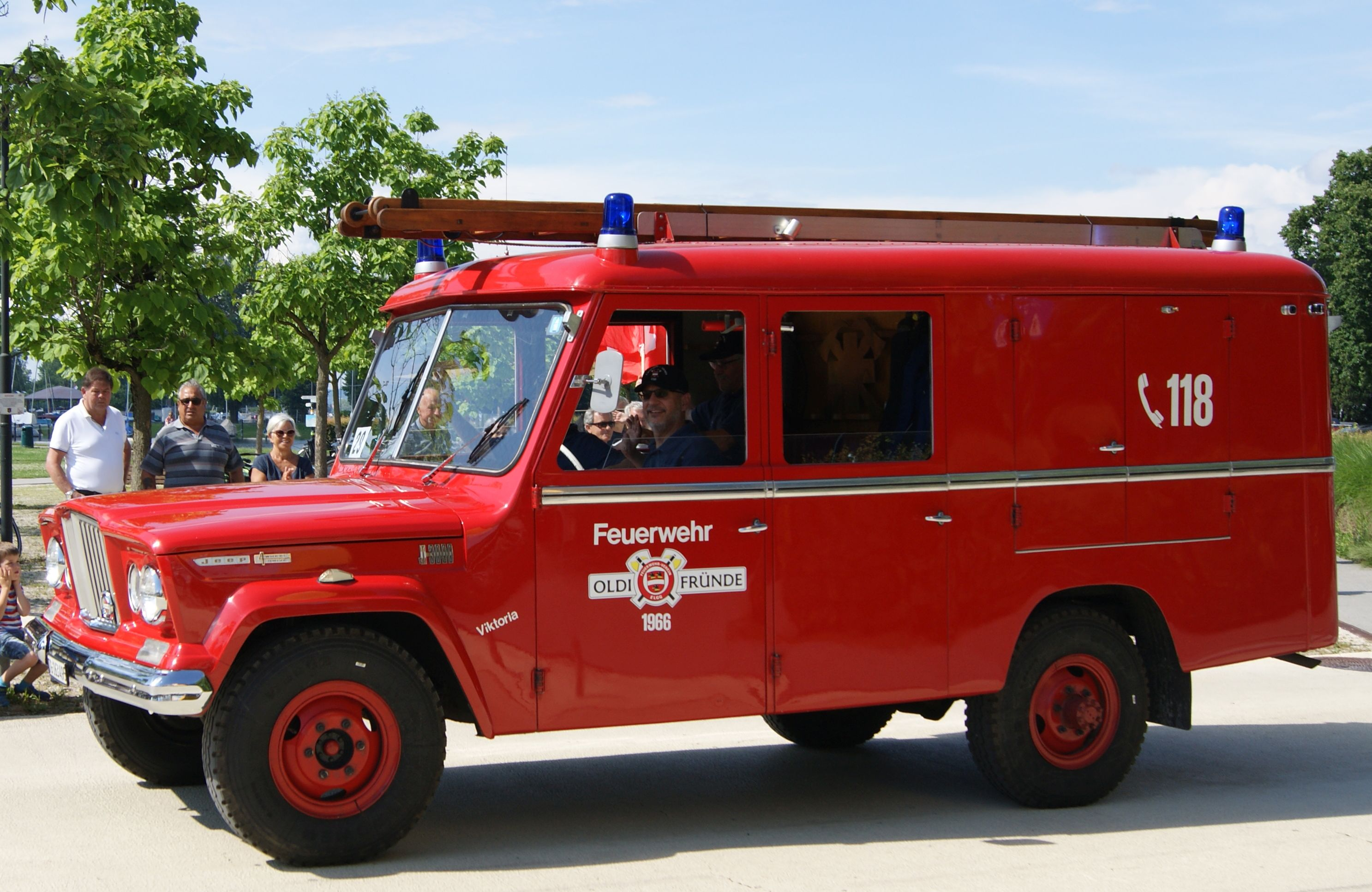
1966 J 3000 als Feuerwehrausbau
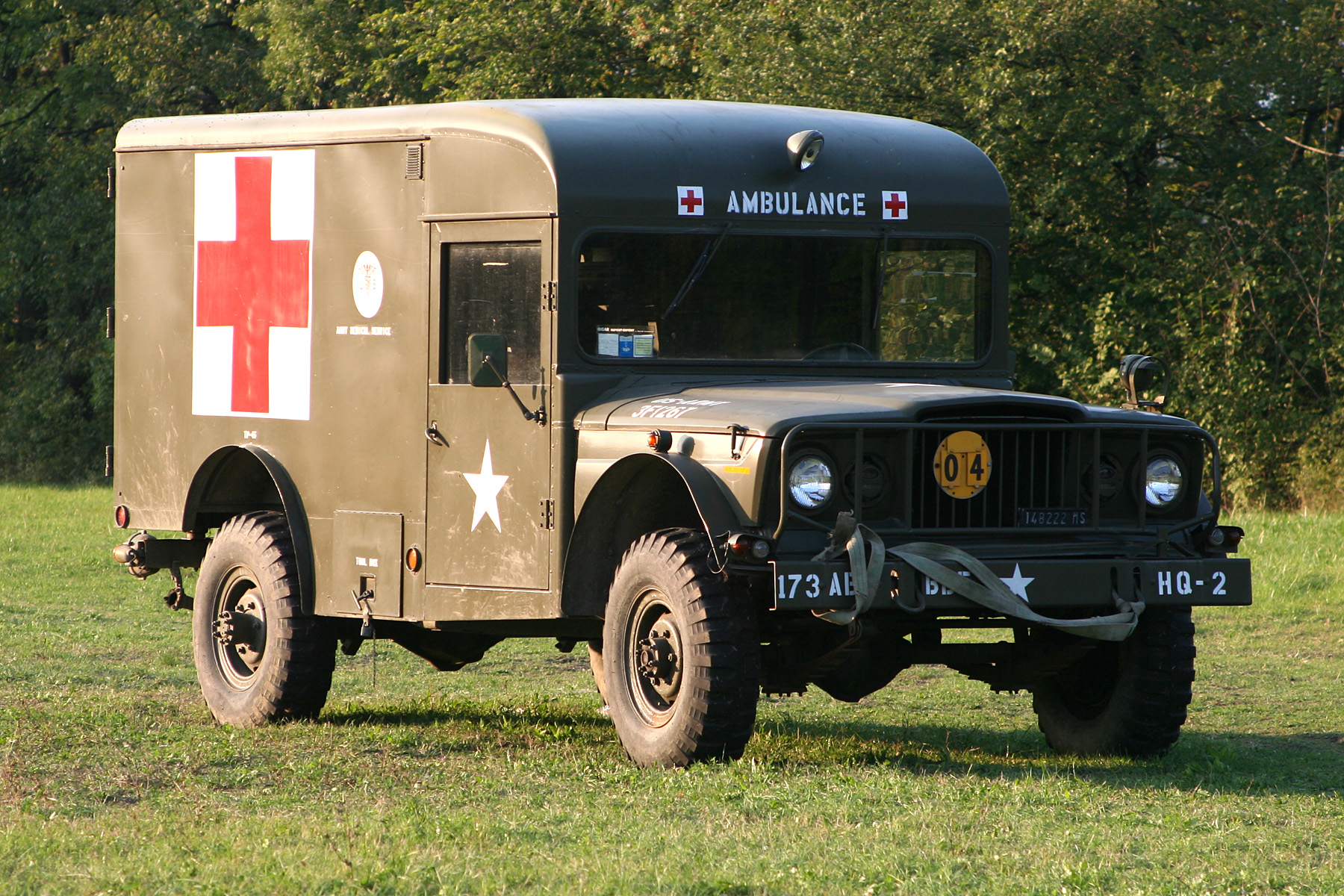
M725 als Krankenwagen
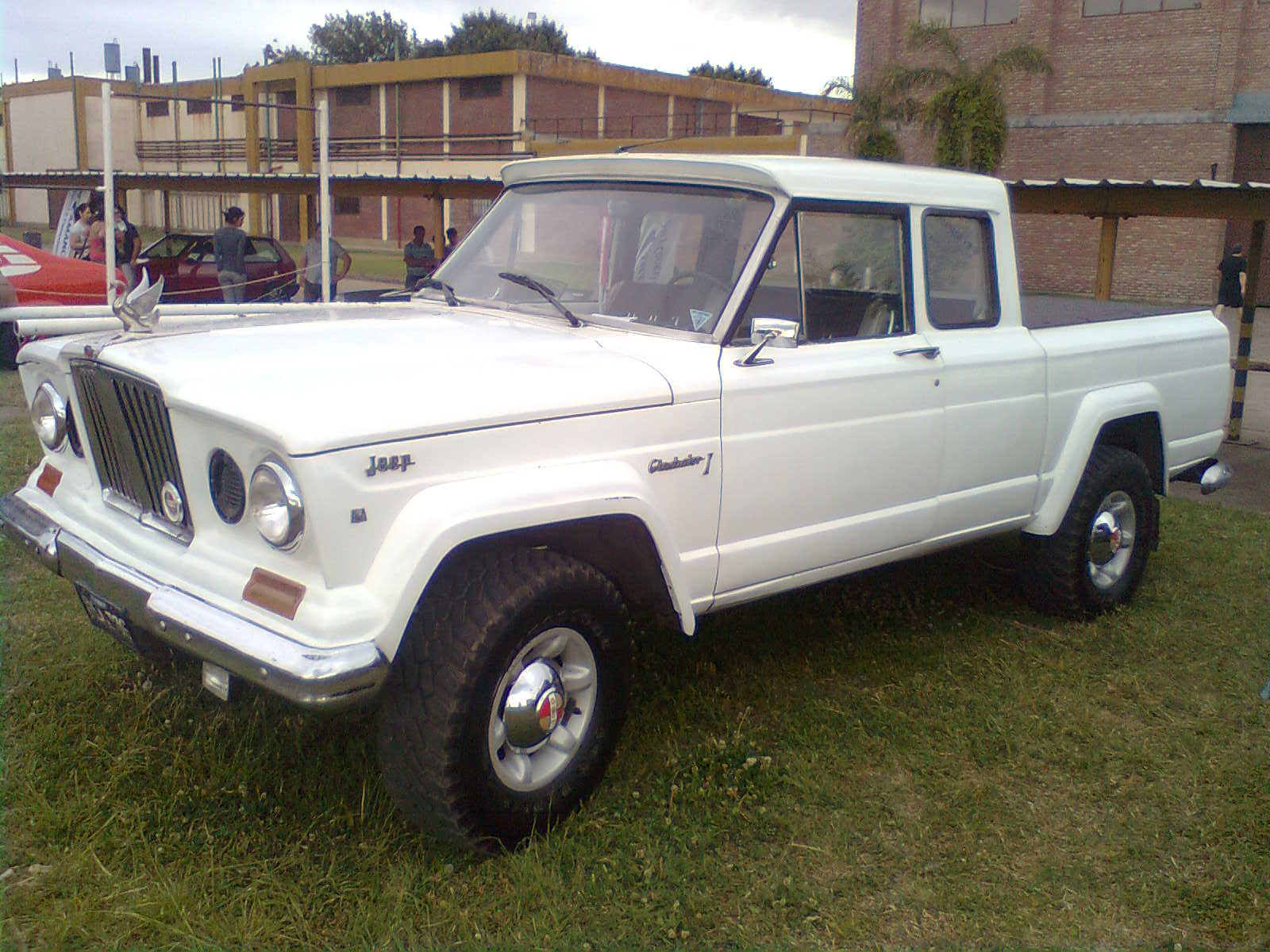
Gladiator mit erweiterer Kabine
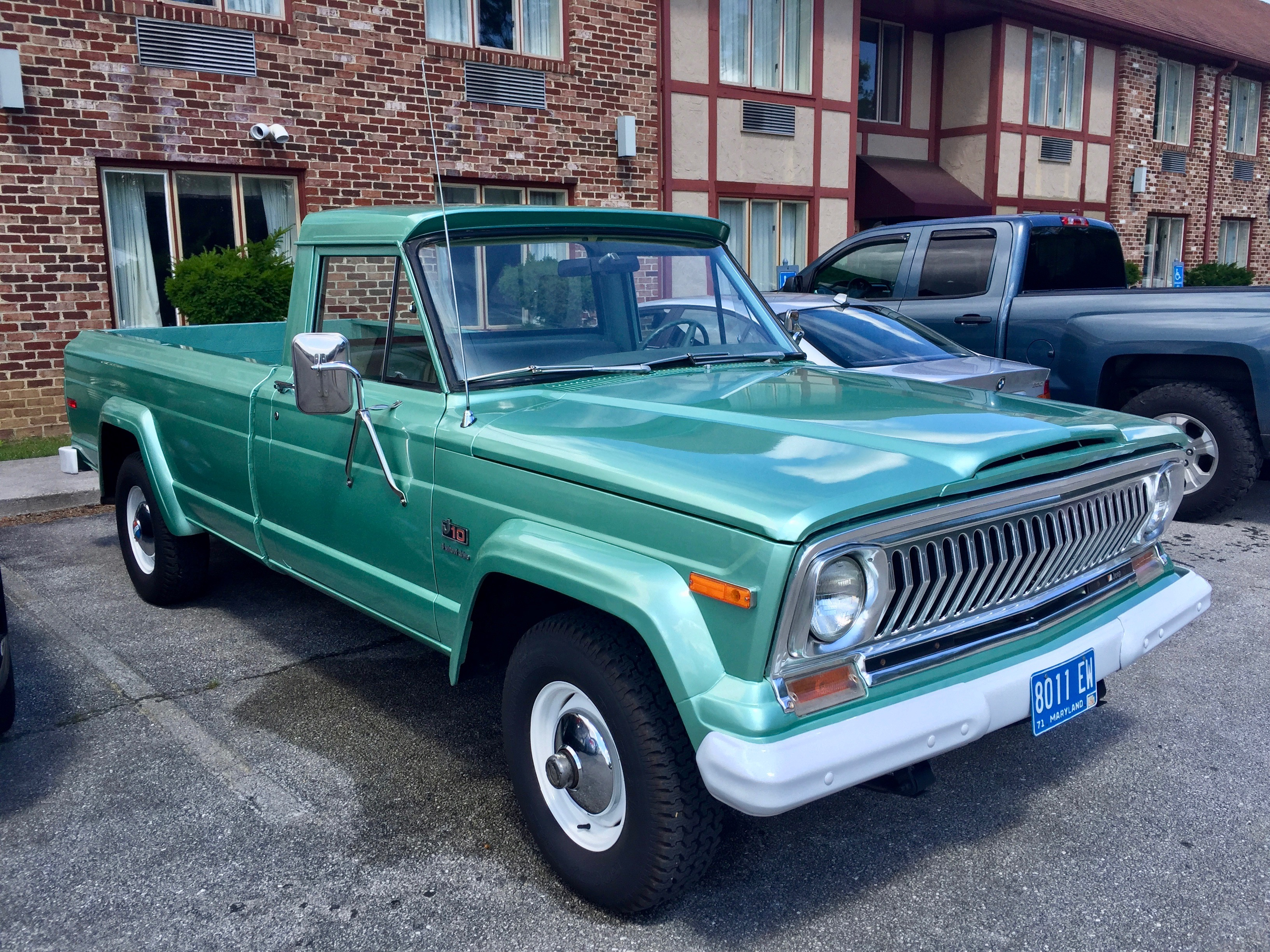
1974 J10
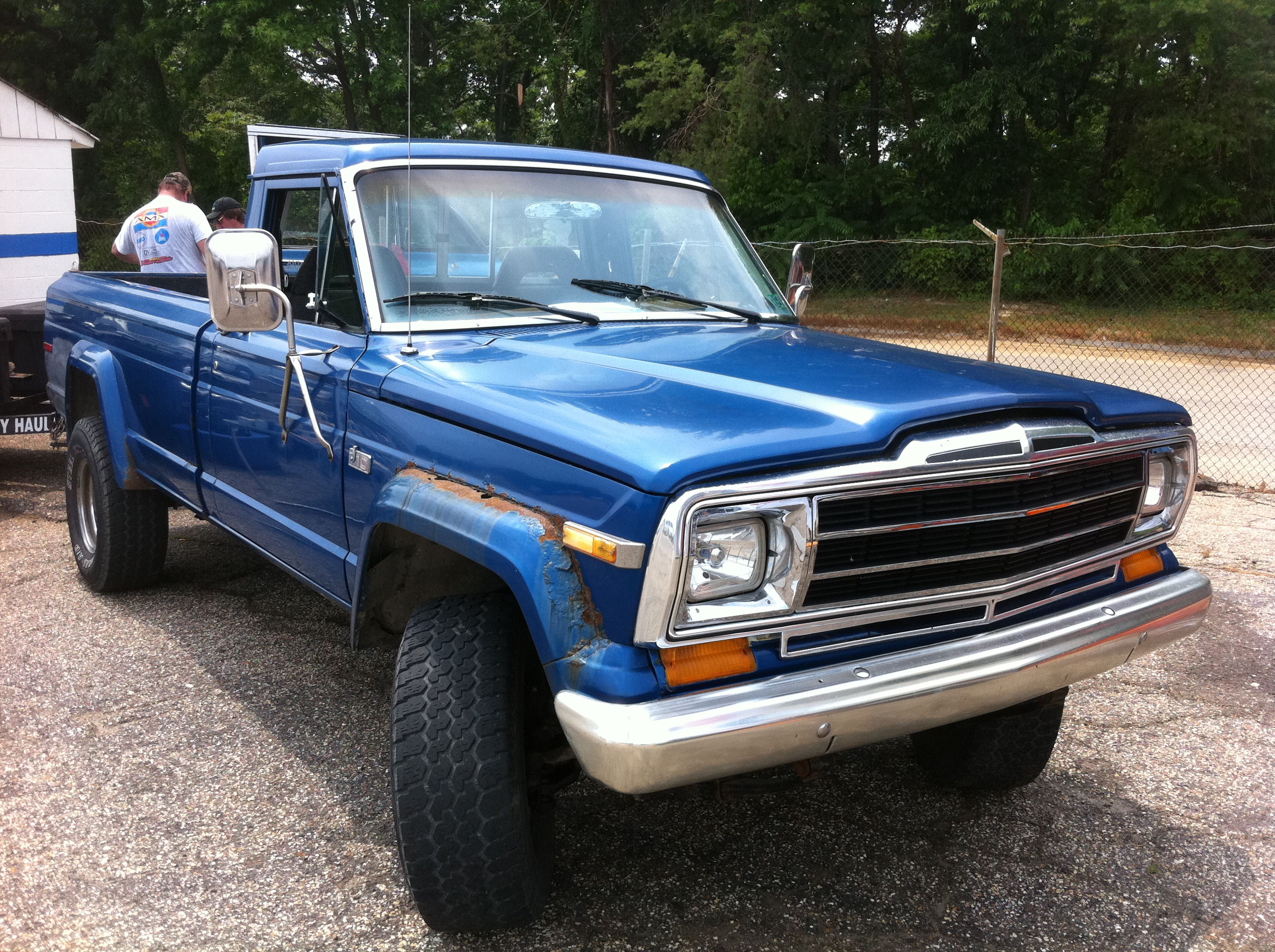
1983 J10

## Jeep-Gladiator-Konzeptfahrzeug von 2005

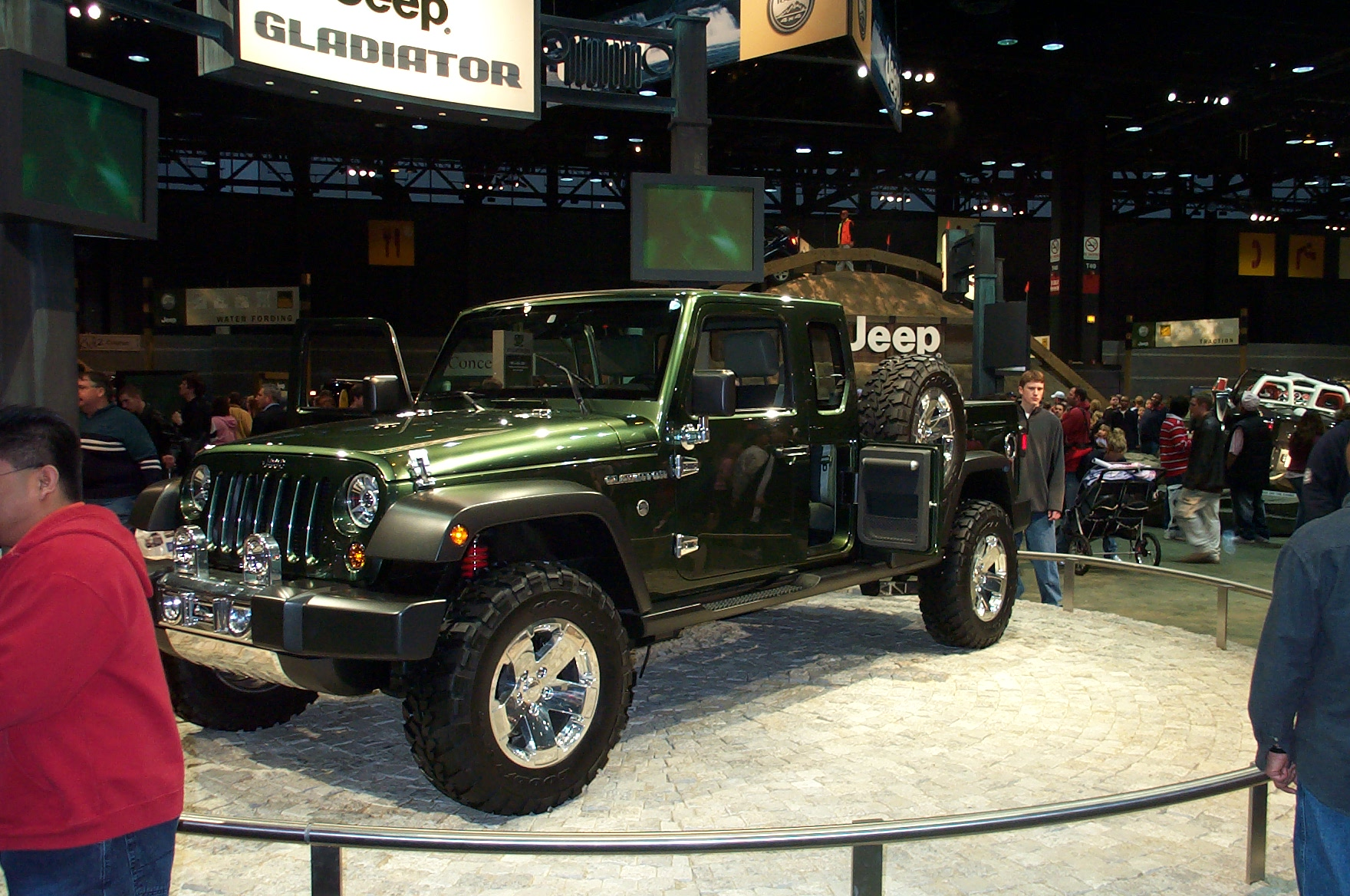
Der Jeep Gladiator auf der Chicago Auto Show 2005

Ende 2004 wurde ein Konzeptfahrzeug auf Basis des Jeep Wrangler mit dem Namen Jeep Gladiator vorgestellt. Der Wagen sollte nicht in Serie gehen, sondern zeigen, was Jeep für die Zukunft plante. Der Gladiator hatte ein Stoffdach, eine umlegbare Frontscheibe, auszuhängende Türen und eine ausziehbare Pritsche. Er hatte einen 2,8 Liter großen Vierzylinder-Common-Rail-Turbodieselmotor, der 163 bhp (120 kW) Leistung und 400 Nm Drehmoment entwickelte. Das handgeschaltete Getriebe hat 6 Gänge. Die Bodenfreiheit beträgt 348 mm, der Kippwinkel 23,2°, der Böschungswinkel vorne 47,6° und hinten 38°. Die Räder haben einen Durchmesser von 34 in (864 mm) und sitzen auf Felgen 18" × 8". Die Nutzlast beträgt 680 kg.

## JT-Modellreihe (seit 2019)
Der Mid-Size-Pick-Up-Truck Gladiator (JT) auf Basis des Wrangler wird seit 2019 gebaut.

## Weiteres
Der Gladiator J 300 wurde, in schwarz-weißer Zebra-Lackierung, seinerzeit international durch die Fernsehserie Daktari bekannt.